# BNP Paribas Primrose 2009
Il BNP Paribas Primrose Bordeaux 2009 è stato un torneo professionistico di tennis maschile giocato sulla terra rossa, che faceva parte dell'ATP Challenger Tour 2009. Si è giocato a Bordeaux in Francia dall'11 al 17 maggio 2009.

## Partecipanti

### Teste di serie
| Nazionalità | Giocatore       | Ranking* | Testa di serie |
| ----------- | --------------- | -------- | -------------- |
| Francia     | Fabrice Santoro | 44       | 1              |
| Francia     | Marc Gicquel    | 51       | 2              |
| Francia     | Arnaud Clément  | 57       | 3              |
| Argentina   | Diego Junqueira | 73       | 4              |
| Francia     | Michaël Llodra  | 78       | 5              |
| Cile        | Paul Capdeville | 91       | 6              |
| Stati Uniti | Wayne Odesnik   | 93       | 7              |
| Uzbekistan  | Denis Istomin   | 94       | 8              |

- Ranking al 4 maggio 2009.

### Altri partecipanti
Giocatori che hanno ricevuto una wild card:
- Gastón Gaudio
- Romain Jouan
- Mathieu Rodrigues
- Alexandre Sidorenko

Giocatori passati dalle qualificazioni:
- Thierry Ascione
- Jean-René Lisnard
- Nicolas Renavand
- Stéphane Robert

Giocatori con uno special exempt:
- Kevin Anderson
- Jurij Ščukin

## Campioni

### Singolare
Marc Gicquel ha battuto in finale  Mathieu Montcourt, 3–6, 6–1, 6–4

### Doppio
Pablo Cuevas /  Horacio Zeballos hanno battuto in finale  Xavier Pujo /  Stéphane Robert, 4–6, 6–4, [10–4]